# TV Близнецов
TV Близнецов (лат. TV Geminorum), HD 42475 — двойная звезда в созвездии Близнецов на расстоянии приблизительно 4900 световых лет (около 1500 парсек) от Солнца. Возраст звезды определён как около 50,1 млн лет.

## Характеристики
Первый компонент — оранжево-красный сверхгигант, пульсирующая полуправильная переменная звезда типа SRC (SRC) спектрального класса K5,5-M1,3Iab, или M0-M1,5Iab, или M1Iab, или M1I, или M1, или M1-M4Iab*, или M4, или Ma. Видимая звёздная величина звезды — от +9,8m до +8,54m. Масса — около 19,998 солнечных, радиус — около 1536,811 солнечных, светимость — около 257000 солнечных. Эффективная температура — около 3632 К.
Второй компонент — бело-голубой гигант спектрального класса B4III:. Масса — около 2,299 солнечных. Видимая звёздная величина звезды — +7,8m. Удалён на 0,1 угловой секунды или 4,059 а.е..